# Ein heruntergekommenes Geschlecht

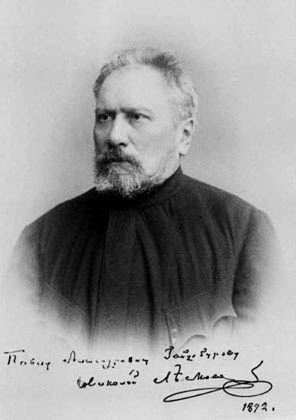
Nikolai Leskow im Jahr 1872

Ein heruntergekommenes Geschlecht, auch Das absterbende Geschlecht (russisch Захудалый род, Sachudaly rod), ist ein Roman des russischen Schriftstellers Nikolai Leskow, der 1873 entstand und 1874 im Juli-, August- sowie Oktoberheft in Katkows Literaturzeitschrift Russki Westnik erschien.
In vorliegender Chronik erzählt die Fürstentochter W. D. P. von ihren Vorfahren, den Protosanows. Diese hätten bereits vor der Regentschaft Kalitas ihr eigenes Fürstentum besessen, wurden aber später hingerichtet, ausgepeitscht und verbannt. So bekamen sie unter Alexei I. zwar den Beinamen die „Heruntergekommenen“, strebten aber unter dessen Tochter Sofija wieder empor. Eigentlich geht es der Erzählerin um viel mehr als um eine Familiengeschichte. Der Text ist harsche Kritik am unweigerlich mit der Zeit heruntergekommenen russischen erblichen Landadel, der da vor 1861 meinte, ein Gutsherr müsse nur wenig von Ökonomie verstehen.

## Die Fürstin Warwara Nikanorowna
Der Roman thematisiert den Überlebenskampf und Untergang der verwitweten Fürstin Warwara Nikanorowna Protosanowa aus Dranka, der Besitzerin des Dorfes Protosanowo im Gouvernement Orjol. Fürstin Warwara, die reichste Frau im Gouvernement, ist die  Großmutter der Erzählerin.
Fürst Lew Lwowitsch Protosanow hatte sich als 18-Jähriger in die 14-jährige, recht vorteilhaft aussehende, aus armer Familie stammende Warwara verliebt. Nach der Hochzeit bekam das Paar zwei Kinder – die ältere Anastassija und den jüngeren Jakow. Die Kaiserin hatte dem Fürsten Land geschenkt und er war mit der Zeit reich geworden. Die Zuneigung der Herrscherin hatte aber ihren Preis gehabt. Anastassija musste – fünfzehnhundert Werst von Warwara entfernt – in einem Petersburger Adelsstift erzogen werden. Das Glück verließ schließlich die Protosanows ganz. Regimentskommandeur Fürst Lew fiel bei Hofe in Ungnade, nachdem er nach dem Überfall Napoleons gegen die anrennenden Franzosen mehrfach glücklos zu Felde gezogen war. So hatte der verzweifelte Fürst den Tod im offenen Angriff auf den Feind gesucht und gefunden. Fürstin Warwara hatte kurz nach dem Tode Fürst Lews den Sohn Dmitri, den Vater der Erzählerin, geboren. Zu der Zeit, also kurz nach 1812, setzt die Romanhandlung ein.
Die Fürstin fühlte sich nur auf ihrem Landsitz, weitab vom Petersburger Hofe, wohl. Leskow schreibt über Warwara: „Ihre Dörfer wurden reich und gediehen: Ihre Leibeigenen kauften auf der Fürstin Namen anderswo Land und vertrauten ihr mehr als sich selber.“ Die Prügelstrafe galt für Warwara als das letzte, selten angewandte Erziehungsmittel gegen unbotmäßige Fronbauern.
Als die inzwischen 17-jährige Anastassija ihre Pensionatszeit beendete, musste sich Fürstin Warwara wohl oder übel doch in Petersburg um ihre Tochter kümmern. In der Residenz kam die Fürstin an einem Anstandsbesuch bei der ungeliebten Verwandten Gräfin Antonida Petrowna Chotetowa nicht vorbei. Dort im Salon lernte die inzwischen 35-jährige Gräfin den um die 50-jährigen in Petersburg lebenden baltischen Grafen Wassili Alexandrowitsch Funkendorf näher kennen und schätzen. Der Graf, ein Mann lutherischen Glaubens, hatte von der Krone an die Ländereien der Fürstin in Protosanowo angrenzendes Land erhalten. Funkendorf möchte das Land der Fürstin besitzen. Warwaras freimütiger, schlichter Charakter ermutigt Funkendorf zu einem Heiratsantrag. Die Witwe mit drei Kindern weist ihn ab und trägt fortan demonstrativ die Greisinnenhaube.
Fürstin Warwara kehrt mit der Tochter in die Provinz heim. Anastassija möchte dem langweiligen Landleben, koste es, was es wolle, entfliehen. Das junge Mädchen nimmt – zum Entsetzen der Mutter – den Antrag des viel älteren Grafen Funkendorf an. Der Herr hat mit der Vernunftheirat, die von der Chotetowa in seinem Auftrag eingefädelt worden war, sein Ziel erreicht. Die Fürstin vererbt der Tochter mehr Land, als sich Funkendorf erhofft hatte. Bald bereut Warwara ihre Freigiebigkeit. Funkendorf will Immobilienbesitzer unter ihren ehemaligen Bauern aussiedeln. 
Als Warwara angewiesen wird, ihre beiden Söhne in eine Petersburger Lehranstalt zu bringen, gibt sie kein Widerwort. Melancholisch vernachlässigt sie künftig Kontakte zu Bekannten und wird schließlich vergessen. Warwara vermacht den restlichen Besitz zu gegebener Zeit den beiden Söhnen, zieht sich aufs Altenteil zurück, verzehrt bei ihrer Freundin Marja Nikolajewna das Gnadenbrot und stirbt verarmt.

## Fürstin Warwaras Freunde
- Olga Fedotowna  war acht Jahre jünger als Warwara. Das Gesindekind aus Protosanowo begann bereits als kleines Mädchen in Moskau seine Lehre als Modistin und wurde später Warwaras Zofe. Beliebt war Olga in Protosanowo, weil sie nie jemanden bei der Fürstin anschwärzte.
- Patrikej Semjonowitsch Sudaritschew war um die 20 Jahre älter als Warwara. Der ziemlich gründliche, konzentrierte Denker, ein solider Charakter, hing fanatisch der alten Ordnung an und war der Fürstin sklavisch ergeben. Patrikej hatte Warwara die Nachricht vom Tode Fürst Lews überbringen müssen.
- Petro Graiworona, der Trompeter, hatte miterleben müssen, wie Fürst Lew gefallen war.
- Don Quichotte, eigentlich der Adlige Dorimedont Wassiljewitsch Rogoshin, erscheint als ein wenig übergeschnappt. Diese Figur wurde nächst der Fürstin von Leskow am einprägsamsten erzählerisch herausgearbeitet. Unermüdlich setzt sich Rogoshin über die gesamten Romanhandlung hinweg für die Leibeigenen ein und macht sich somit unter der Beamtenschar erbitterte Feinde. Die Strafverfolgungsbehörden sind beharrlich hinter dem furchtlosen Edelmann her. Ständig muss er sich verstecken. Rogoshin versucht, die Intrigantin Chotetowa und den Mitgiftjäger Funkendorf zu bestrafen.
- Marja Nikolajewna, die Tochter des durch Blitzschlag erblindeten Diakons Nikolai, heiratet aus Vernunftgründen einen wesentlich jüngeren blonden Seminaristen. Mit ihrem Mann, dem Diakon-Nachfolger, sichert Marja das Überleben ihrer Familie.
- Mefodi Mironytsch Tscherwjow ist kein Freund der Fürstin. Doch Warwara fühlt sich zu ihm hingezogen. Der Historiker Professor Tscherwjow lehrte Geschichte, hatte sich als ungeeignet erwiesen, wurde abgelöst, lehrte Philosophie, verlässt freiwillig die Universität und bringt in Kursk Kindern das Lesen und Schreiben bei. Warwara will Tscherwjow als Lehrer für ihre beiden Knaben gewinnen, nimmt aber nach einem ausführlichen Disput mit dem Professor davon Abstand. Tscherwjow wird ohnehin in das Kloster Belyje Berega verbannt. Dort beantwortet er kurz vor seinem Tode noch eine Frage der durchreisenden Gräfin Chotetowa. Leskow teilt zwar die Frage nicht mit, wohl aber die Antwort. Diese lautet: „Tu, was du für richtig hältst, du wirst es auf jeden Fall bereuen.“[6]

## Rezeption
- 1959: Setschkareff[7] meint, Leskows Übertreibungen seien der Wirkung seines Textes abträglich. Als Beispiele führt er die krasse Zeichnung des Heuchlers Funkendorf und der bigotten Chotetowa an.
- 1970: Zelinsky[8] weist im Abschnitt Die Dauer der Zeit auf eine Konsequenz aus der Erzählhaltung der Ich-Erzählerin hin. Weil diese nur erwähnt, was sie noch weiß, klaffen Gedächtnislücken im Plot. Nur ein Er-Erzähler könnte die Zeiträume glätten.
- 1975: Reißner[9] schreibt zur Figur des Tscherwjow: „Zwangsläufig bleiben seine ethischen Vorstellungen und sein von Tolstois Lehren beeinflußter idealistischer Anarchismus in solcher Zeit Utopie.“

### Deutschsprachige Ausgaben
Verwendete Ausgabe:
- Ein heruntergekommenes Geschlecht. Familienchronik der Fürsten Protosanow. Aus dem Russischen übersetzt von Günter Dalitz. S. 507–766 in Eberhard Reißner (Hrsg.): Nikolai Leskow: Gesammelte Werke in Einzelbänden. Die Klerisei. 807 Seiten. Rütten & Loening, Berlin 1975 (1. Aufl.)

### Sekundärliteratur
- Vsevolod Setschkareff: N. S. Leskov. Sein Leben und sein Werk. 170 Seiten. Verlag Otto Harrassowitz, Wiesbaden 1959
- Das absterbende Geschlecht. S. 250–291 in Bodo Zelinsky: Roman und Romanchronik. Strukturuntersuchungen zur Erzählkunst Nikolaj Leskovs. 310 Seiten. Böhlau Verlag, Köln 1970

## Anmerkung
1. ↑  Das Jahr, an dem die Handlung endet, verschweigt Leskow. Unterwegs setzt er nur spärlich leicht erkennbare Zeitmarken. Zum Beispiel ist im 21. der 37 Romankapitel vom Aufstand in Tschugujewo die Rede. Der war 1819 (russ. Tschugujewo). Eines ist sicher: Die Handlung läuft über etliche Jahre. Leskow schreibt: „Für die weitgespannten Pläne der Volkstümler hatte sie [die Fürstin Warwara] auch nicht viel übrig.“ (Verwendete Ausgabe, S. 658, 2. Z.v.u.) Da die Volkstümler ab 1860 aktiv waren, liefe die Romanhandlung dann über ein knappes halbes Jahrhundert. Das korrespondiert denkbar schlecht zu der großen zeitlichen Erzähldistanz, die die Ich-Erzählerin mitunter erkennen lässt. Besser passen würde eine Handlungsdauer über ein Vierteljahrhundert.